# World Association of Investment Promotion Agencies
Le World Association of Investment Promotion Agencies (l'Association mondiale des agences de promotion des investissements (WAIPA)) est une organisation non gouvernementale internationale créée en 1995 par la Conférence des Nations unies sur le commerce et le développement qui sert de forum pour les agences de promotion des investissements (API), fournit des réseaux et promeut les meilleures pratiques en matière de promotion des investissements.

## Objectifs
Les objectifs de WAIPA, tels que reflétés dans les statuts de l'Association, sont les suivants:
- Promouvoir et développer la compréhension et la coopération entre les API;
- Renforcer les systèmes de collecte d'informations, promouvoir l'utilisation efficace de l'information et faciliter l'accès aux sources de données;
- Partager les expériences nationales et régionales pour attirer les investissements étrangers et renforcer les investissements à l'étranger;
- Aider les API à prôner la promotion de politiques, au sein de leur gouvernement, qui sont bénéfiques pour accroître les investissements directs étrangers et promouvoir le développement économique;
- Faciliter l'accès à l'assistance technique et promouvoir la formation des API.
- Le Secrétariat est basé à Genève, en Suisse, depuis 1995. Depuis 2015, son siège est établi à Istanbul, en Turquie, d'où Waipa sert ses plus de 170 membres dans 130 pays.